# Magny-la-Fosse
Magny-la-Fosse est une commune française située dans le département de l'Aisne, en région Hauts-de-France.

## Géographie

### Communes limitrophes
|             | Nauroy         | Joncourt  |
| Bellenglise | Magny-la-Fosse | Levergies |
|             | Lehaucourt     |           |

### Hydrographie

#### Réseau hydrographique
La commune est située dans le bassin Artois-Picardie. Elle est drainée par la Baraque.

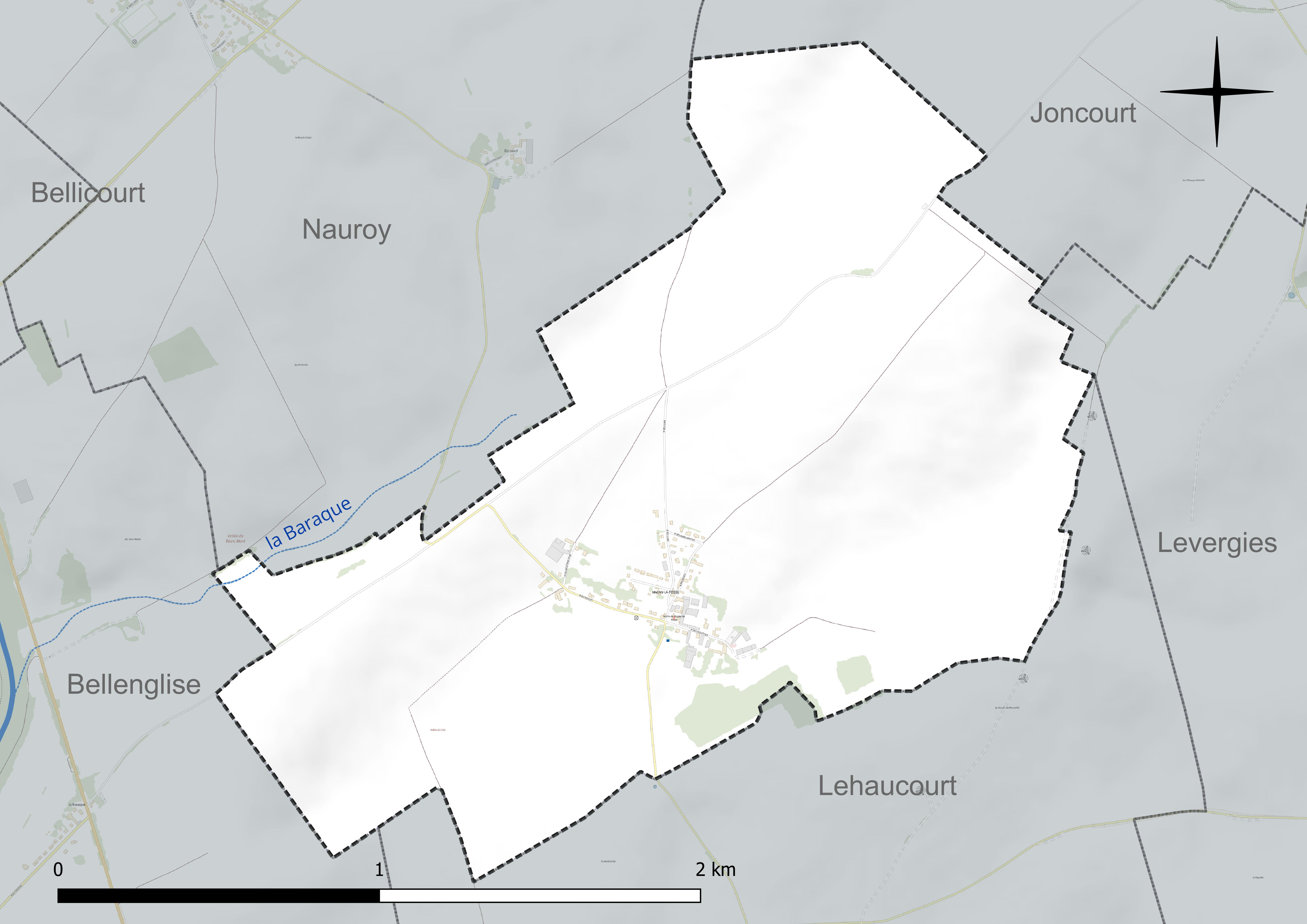
Réseau hydrographique de Magny-la-Fosse.

#### Gestion et qualité des eaux
Le territoire communal est couvert par le schéma d'aménagement et de gestion des eaux (SAGE) « Haute Somme ». Ce document de planification concerne un territoire de 1 798 km2 de superficie, délimité par le bassin versant de la Haute Somme est constitué d'un réseau hydrographique complexe de cours d'eau, de marais, d'étangs et de canaux. Le périmètre a été arrêté le 21 avril 2006 et le SAGE proprement dit a été approuvé le 15 juin 2017. La structure porteuse de l'élaboration et de la mise en œuvre est le syndicat mixte d'aménagement hydraulique du bassin versant de la Somme (AMEVA).
La qualité des cours d'eau peut être consultée sur un site dédié géré par les agences de l'eau et l'Agence française pour la biodiversité.

### Climat
Pour des articles plus généraux, voir Climat des Hauts-de-France et Climat de l'Aisne.
En 2010, le climat de la commune est de type climat océanique dégradé des plaines du Centre et du Nord, selon une étude du CNRS s'appuyant sur une série de données couvrant la période 1971-2000. En 2020, Météo-France publie une typologie des climats de la France métropolitaine dans laquelle la commune est dans une zone de transition entre le climat océanique et le climat océanique altéré et est dans la région climatique Nord-est du bassin Parisien, caractérisée par un ensoleillement médiocre, une pluviométrie moyenne régulièrement répartie au cours de l'année et un hiver froid (3 °C).
Pour la période 1971-2000, la température annuelle moyenne est de 9,9 °C, avec une amplitude thermique annuelle de 15,1 °C. Le cumul annuel moyen de précipitations est de 729 mm, avec 11,8 jours de précipitations en janvier et 9,2 jours en juillet. Pour la période 1991-2020, la température moyenne annuelle observée sur la station météorologique la plus proche, située sur la commune d'Épehy à 13 km à vol d'oiseau, est de 10,6 °C et le cumul annuel moyen de précipitations est de 752,8 mm,. Pour l'avenir, les paramètres climatiques de la commune estimés pour 2050 selon différents scénarios d'émission de gaz à effet de serre sont consultables sur un site dédié publié par Météo-France en novembre 2022.

## Urbanisme

### Typologie
Au 1er janvier 2024, Magny-la-Fosse est catégorisée commune rurale à habitat dispersé, selon la nouvelle grille communale de densité à 7 niveaux définie par l'Insee en 2022.
Elle est située hors unité urbaine. Par ailleurs la commune fait partie de l'aire d'attraction de Saint-Quentin, dont elle est une commune de la couronne,. Cette aire, qui regroupe 120 communes, est catégorisée dans les aires de 50 000 à moins de 200 000 habitants,.

### Occupation des sols
L'occupation des sols de la commune, telle qu'elle ressort de la base de données européenne d'occupation biophysique des sols Corine Land Cover (CLC), est marquée par l'importance des territoires agricoles (100 % en 2018), une proportion identique à celle de 1990 (100 %). La répartition détaillée en 2018 est la suivante : 
terres arables (100 %).
L'évolution de l'occupation des sols de la commune et de ses infrastructures peut être observée sur les différentes représentations cartographiques du territoire : la carte de Cassini (XVIIIe siècle), la carte d'état-major (1820-1866) et les cartes ou photos aériennes de l'IGN pour la période actuelle (1950 à aujourd'hui).

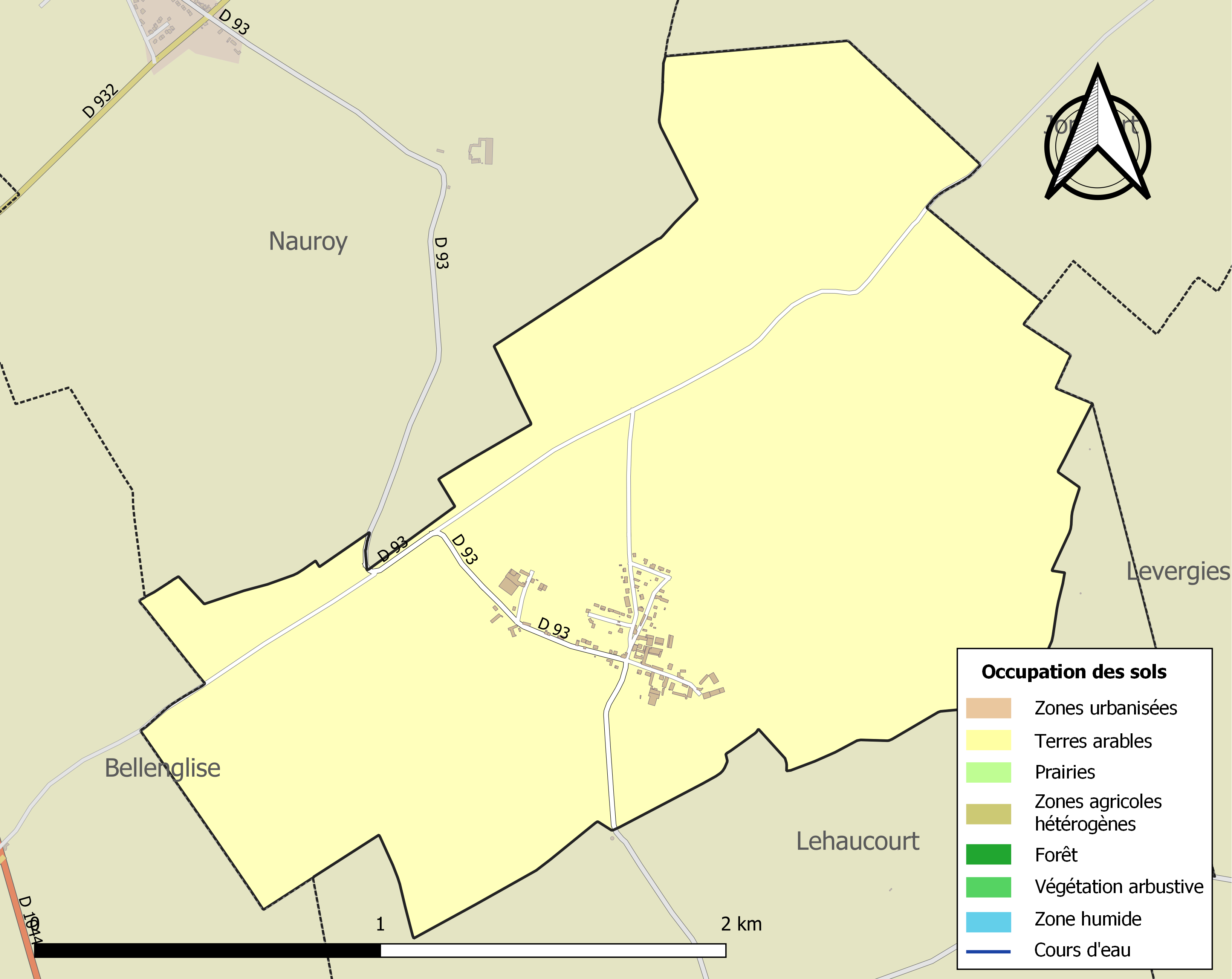
Carte de l'occupation des sols de la commune en 2018 (CLC).

## Toponymie
Magny-la-Fosse apparaît pour la première fois en 1190 sous le nom de Manni dans un cartulaire de l'abbaye Saint-Martin puis le nom s'écrira de nombreuses manières différentes en fonction des transcripteurs : Territorium de Magnico, Maigniacum, Maigni, Maignicus, Maigni-en-la-Fosse, Magni-in-Forea, Maigniyacus-in-Foréea, Maigny, Maigny-en-la-Fosse, Maigny-à-la-Fosse pour aboutir à l'orthographe actuelle au XVIIIe siècle sur la carte de Cassini.
Il peut aussi s'agir du latin mansionile (maison, domaine rural), il peut aussi s'agir d'un nom de domaine gallo-romain formé à partir du nom d'homme latin Magnius. Magny-la-Fosse tire son nom de sa situation au fond d'une vallée sèche.

## Histoire
|  |

 Carte de Cassini 

Sur la carte de Cassini ci-contre datant du XVIIIe siècle, Magny-la-Fosse est une paroisse. Le Moulin de Merveille (moulin en bois et maison) situé au sud était sur la paroisse de Lehaucourt.
 La guerre de 1914-1918 

Après la bataille des frontières du  7 au 24 août 1914, devant les pertes subies, l'état-major français décide de battre en retraite depuis la Belgique. Dès le 28 août, les Allemands s'emparent du village et poursuivent leur route vers l'ouest. Dès lors commença l'occupation allemande qui dura jusqu'en octobre 1918. Pendant toute cette période Magny-la-Fosse restera loin des combats, le front se situant à une quarantaine de kilomètres à l'ouest vers Péronne. Le village servira de base arrière pour l'Armée allemande.

Des arrêtés obligeaient, à date fixe, sous la responsabilité  du maire et du conseil municipal, sous peine de sanctions, la population à fournir : blé, œufs, lait, viande, légumes, destinés à nourrir les soldats du front. Toutes les personnes valides devaient effectuer des travaux agricoles ou d'entretien.
 
En septembre 1918, l'offensive des Alliés sur le front de Péronne porte ses fruits, les Allemands cèdent du terrain peu à peu. Début octobre, venant de Bellenglise les troupes anglaises et australiennes se heurtent, à l'armée allemande et le village est libéré après de durs combats.
Citation: "Pierre Dijeau, gendarme 18e légion, le 4 octobre 1918 a fait preuve de courage et de sang froid en se rendant, malgré la proximité des troupes ennemies, à Magny-la-Fosse pour s'assurer de la présence d'habitants; A accompli sa mission jusqu'au bout, restant toute la nuit sous les bombardements."
La population a été déportée quelques jours plus tôt pour servir d'otages aux troupes allemandes durant leur retraite. Au cours de ces combats, les bombardements ont provoqué de nombreuses destructions.
Après l'Armistice, peu à peu, les habitants évacués sont revenus, mais la population de 187 habitants en 1911 ne sera plus que de 118 en 1921.

Vu les souffrances endurées par la population pendant les quatre années d'occupation et les dégâts aux constructions, la commune s'est vu décerner la Croix de guerre 1914-1918 (France) le 17 octobre 1920.
Sur le monument aux morts sont inscrits les noms des huit soldats magnyfossiens Morts pour la France.

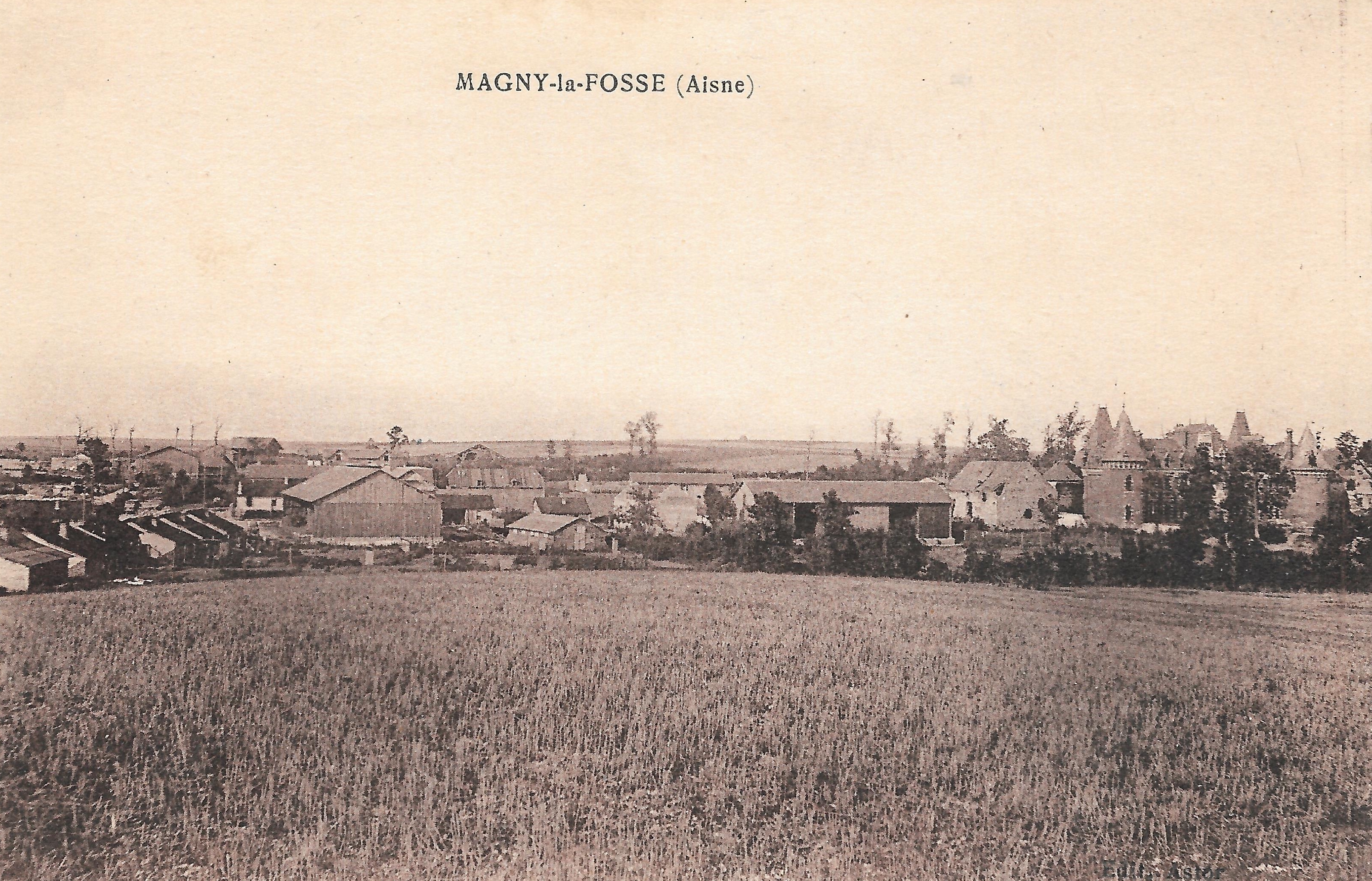
Le village avant la guerre 1914-1918.
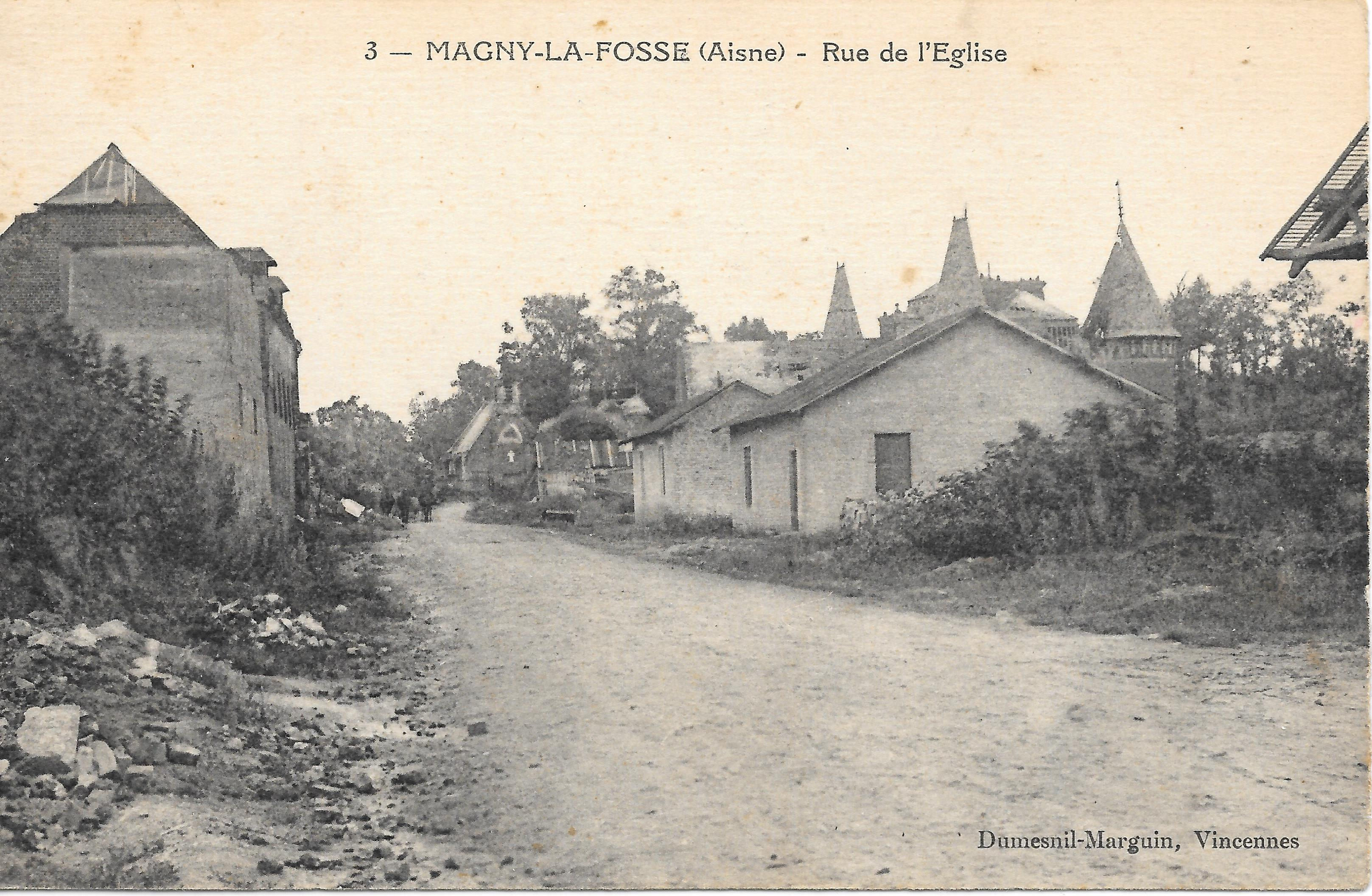
Le village vers 1920.
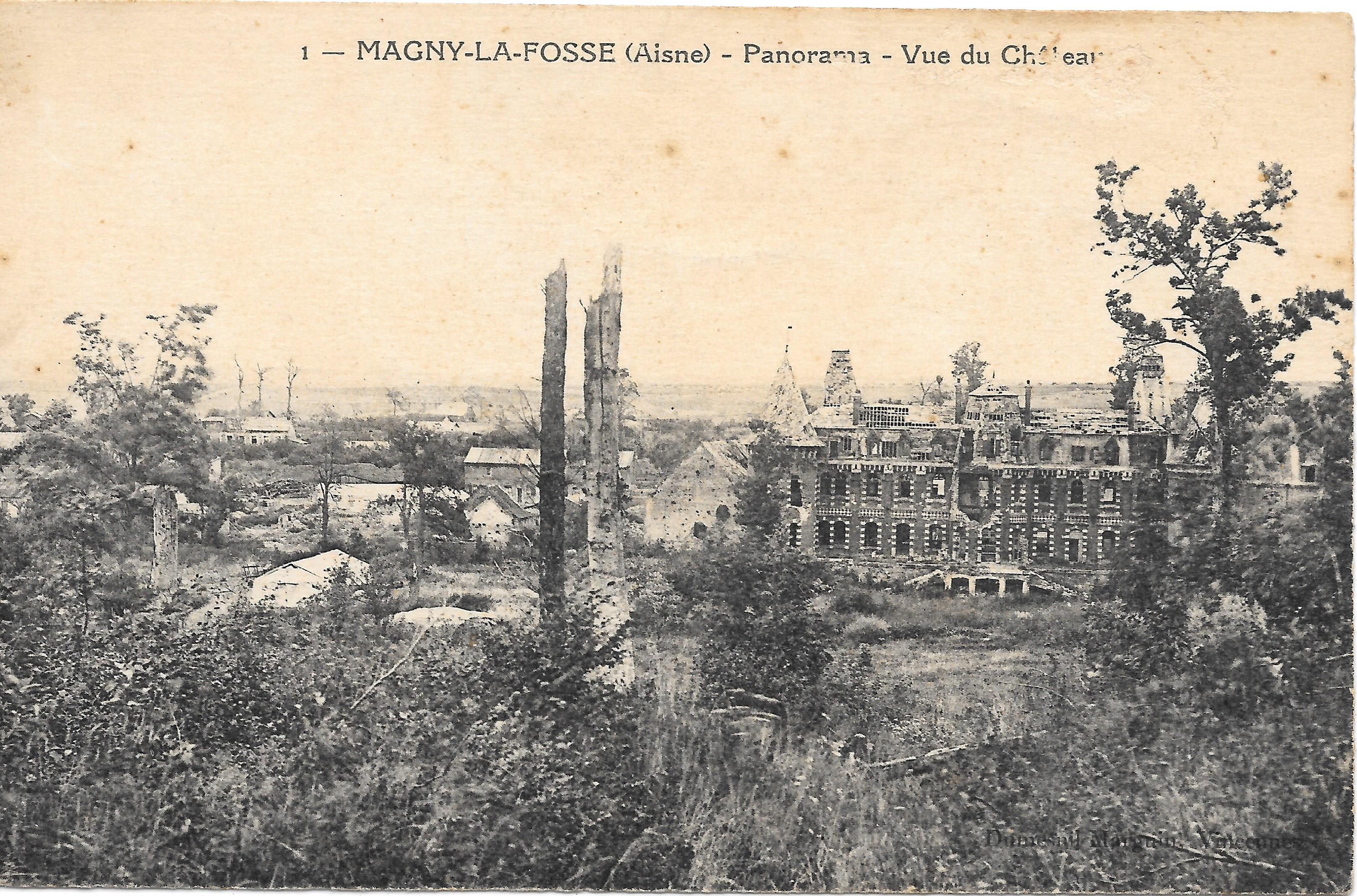
Ruines du village vers 1920.
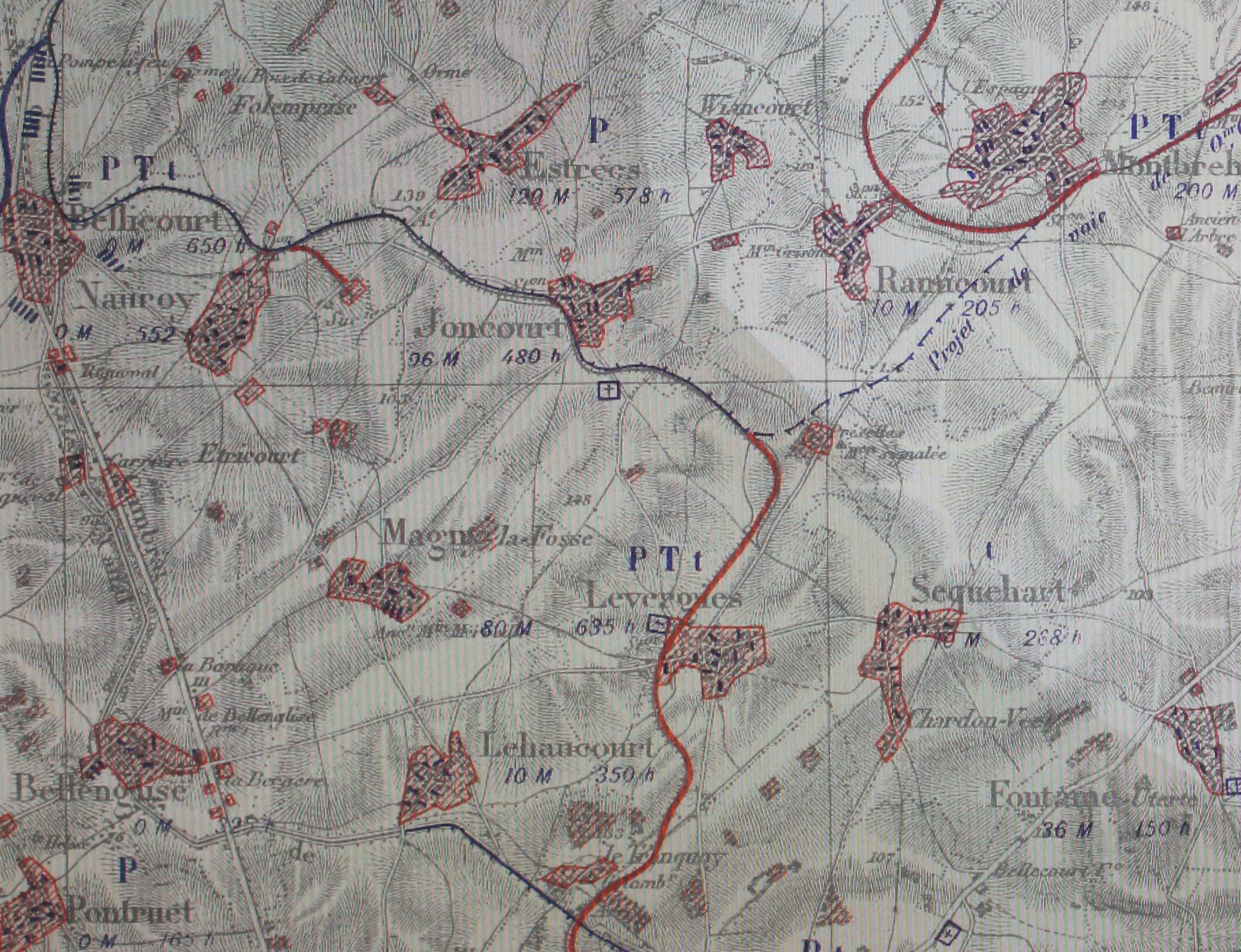
Carte montrant les destructions subies par Magny-la-Fosse en 1918.

## Politique et administration

### Découpage territorial
La commune de Magny-la-Fosse est membre de la communauté de communes du Pays du Vermandois, un établissement public de coopération intercommunale (EPCI) à fiscalité propre créé le 31 décembre 1993 dont le siège est à Bellicourt. Ce dernier est par ailleurs membre d'autres groupements intercommunaux.
Sur le plan administratif, elle est rattachée à l'arrondissement de Saint-Quentin, au département de l'Aisne et à la région Hauts-de-France. Sur le plan électoral, elle dépend du  canton de Bohain-en-Vermandois pour l'élection des conseillers départementaux, depuis le redécoupage cantonal de 2014 entré en vigueur en 2015, et de la deuxième circonscription de l'Aisne  pour les élections législatives, depuis le dernier découpage électoral de 2010.

### Administration municipale
| Période                                  | Période                   | Identité             | Étiquette | Qualité                                     |
| ---------------------------------------- | ------------------------- | -------------------- | --------- | ------------------------------------------- |
| Les données manquantes sont à compléter. |                           |                      |           |                                             |
| avant 1995                               | ?                         | Adolphe Pesant       |           |                                             |
| mars 2001                                | mai 2020                  | Thierry Vandenbulcke | DVD       | Agriculteur Réélu pour le mandat 2014-2020, |
| mai 2020                                 | En cours (au 6 juin 2020) | Yannick Camus        |           | Agriculteur céréalier                       |

## Démographie
L'évolution du nombre d'habitants est connue à travers les recensements de la population effectués dans la commune depuis 1793. Pour les communes de moins de 10 000 habitants, une enquête de recensement portant sur toute la population est réalisée tous les cinq ans, les populations de référence des années intermédiaires étant quant à elles estimées par interpolation ou extrapolation. Pour la commune, le premier recensement exhaustif entrant dans le cadre du nouveau dispositif a été réalisé en 2008.

En 2022, la commune comptait 122 habitants, en évolution de −2,4 % par rapport à 2016 (Aisne : −1,97 %, France hors Mayotte : +2,11 %).
| 1793 | 1800 | 1806 | 1821 | 1831 | 1836 | 1841 | 1846 | 1851 |
| ---- | ---- | ---- | ---- | ---- | ---- | ---- | ---- | ---- |
| 220  | 220  | 248  | 232  | 252  | 269  | 277  | 276  | 277  |

| 1856 | 1861 | 1866 | 1872 | 1876 | 1881 | 1886 | 1891 | 1896 |
| ---- | ---- | ---- | ---- | ---- | ---- | ---- | ---- | ---- |
| 276  | 264  | 244  | 238  | 261  | 265  | 239  | 261  | 243  |

| 1901 | 1906 | 1911 | 1921 | 1926 | 1931 | 1936 | 1946 | 1954 |
| ---- | ---- | ---- | ---- | ---- | ---- | ---- | ---- | ---- |
| 219  | 229  | 187  | 118  | 136  | 122  | 107  | 124  | 113  |

| 1962 | 1968 | 1975 | 1982 | 1990 | 1999 | 2006 | 2008 | 2013 |
| ---- | ---- | ---- | ---- | ---- | ---- | ---- | ---- | ---- |
| 128  | 139  | 131  | 145  | 160  | 141  | 132  | 129  | 127  |

| 2018 | 2022 | - | - | - | - | - | - | - |
| ---- | ---- | - | - | - | - | - | - | - |
| 126  | 122  | - | - | - | - | - | - | - |

## Lieux et monuments
- Église Saint-Léger, XVIe siècle, plusieurs fois rénovée.
- Monument aux morts.
- Cimetière militaire britannique route de Joncourt

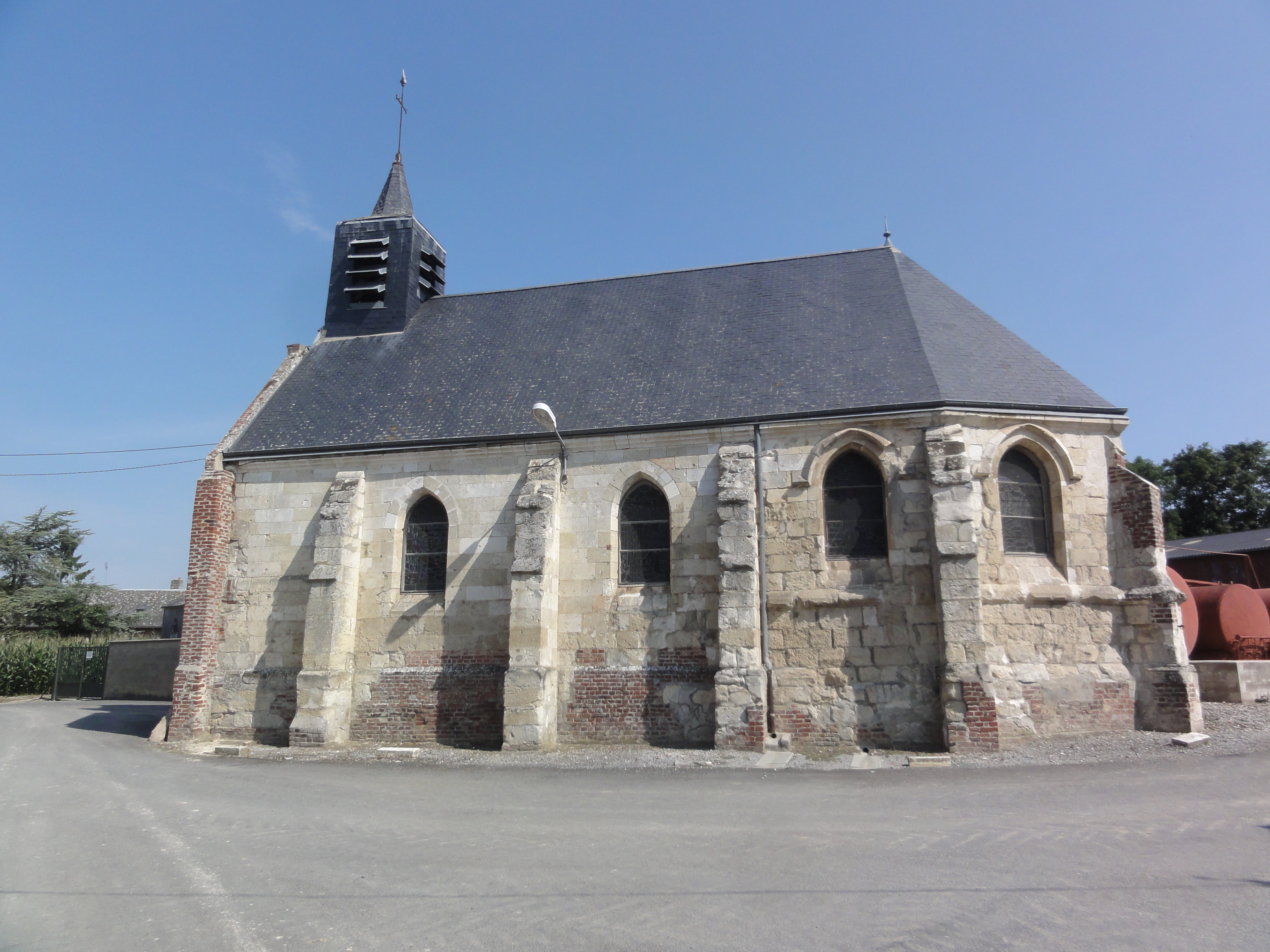
Église Saint-Léger.
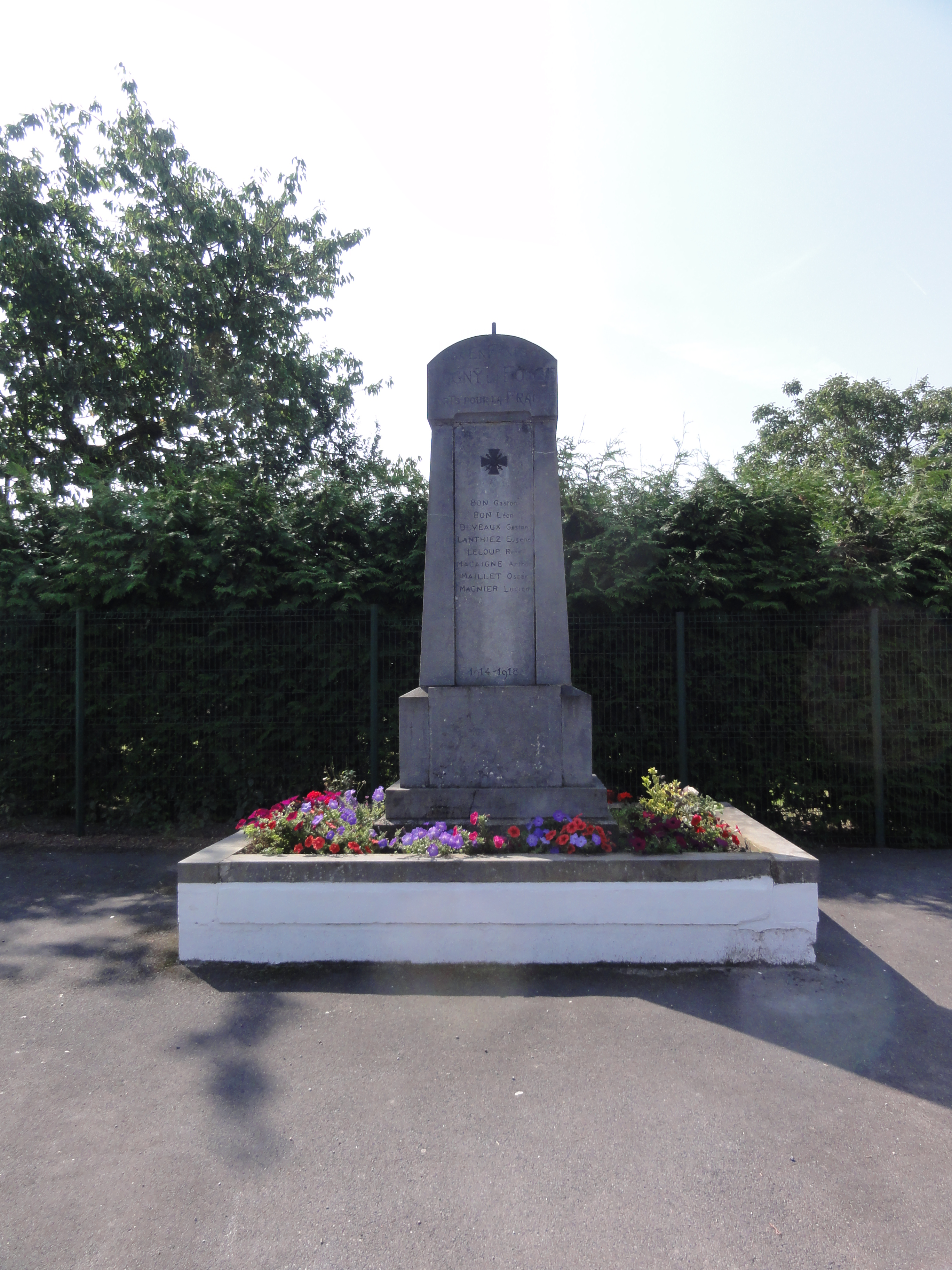
Monument aux morts.
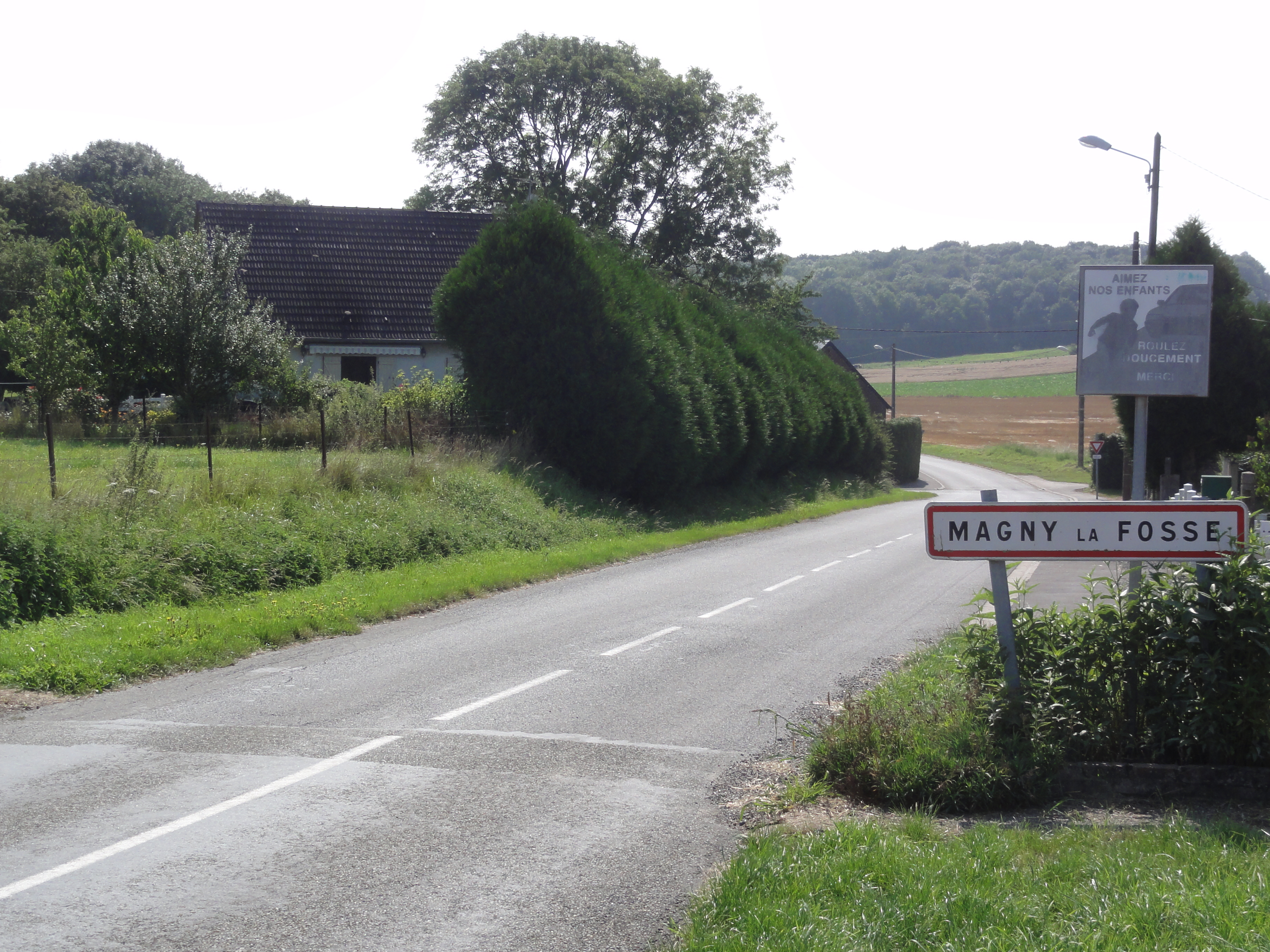
Entrée du village.
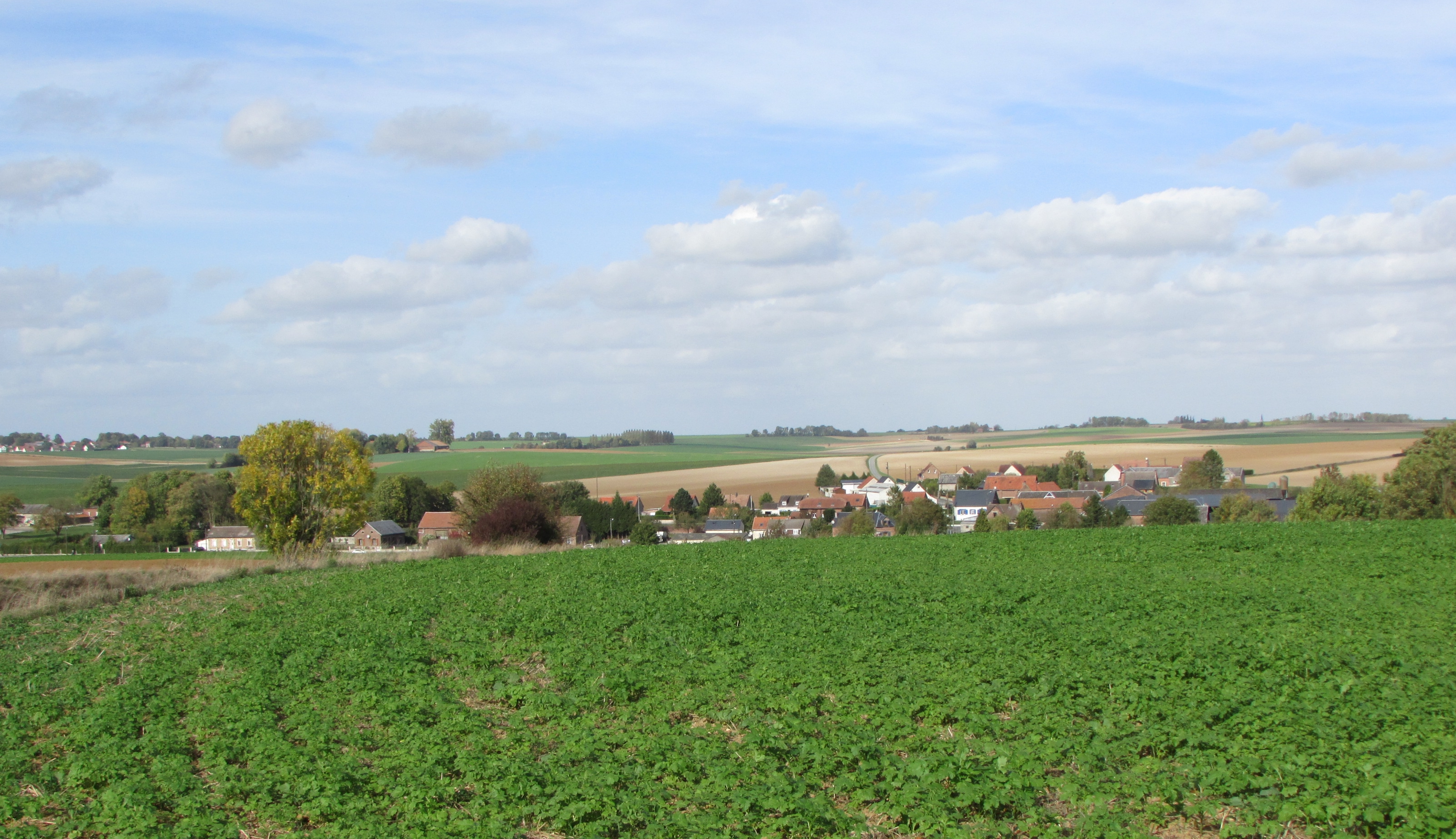
Vue du village depuis la route de Lehaucourt.
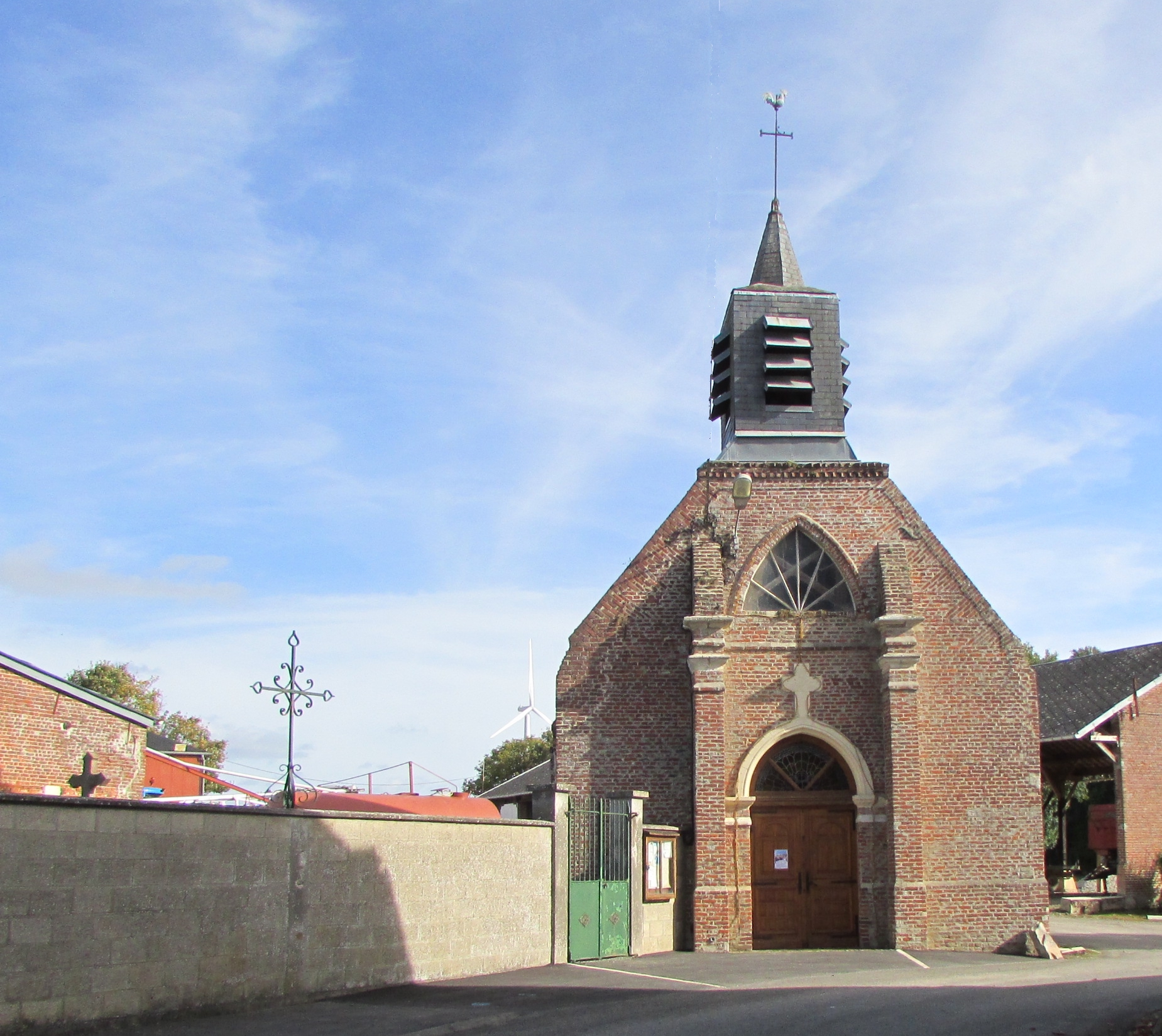
La façade de l'église.